# Saeftinghe

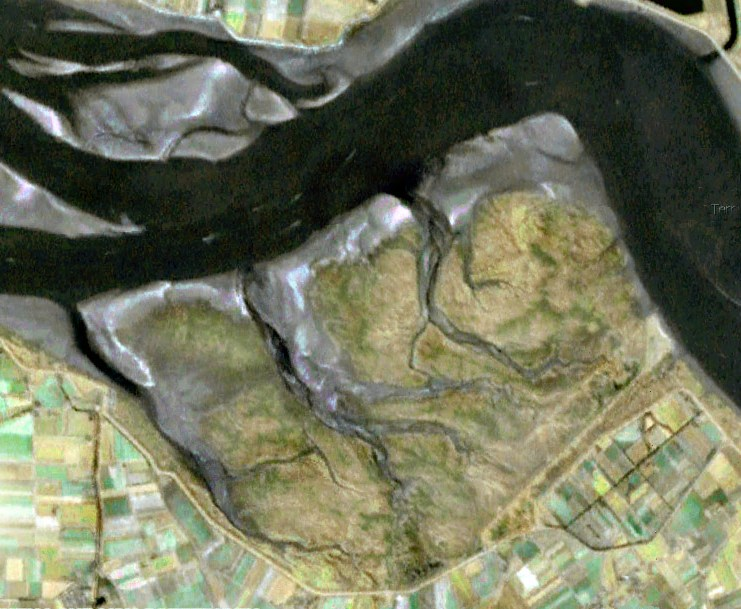
Verdronken land van Saeftinghe

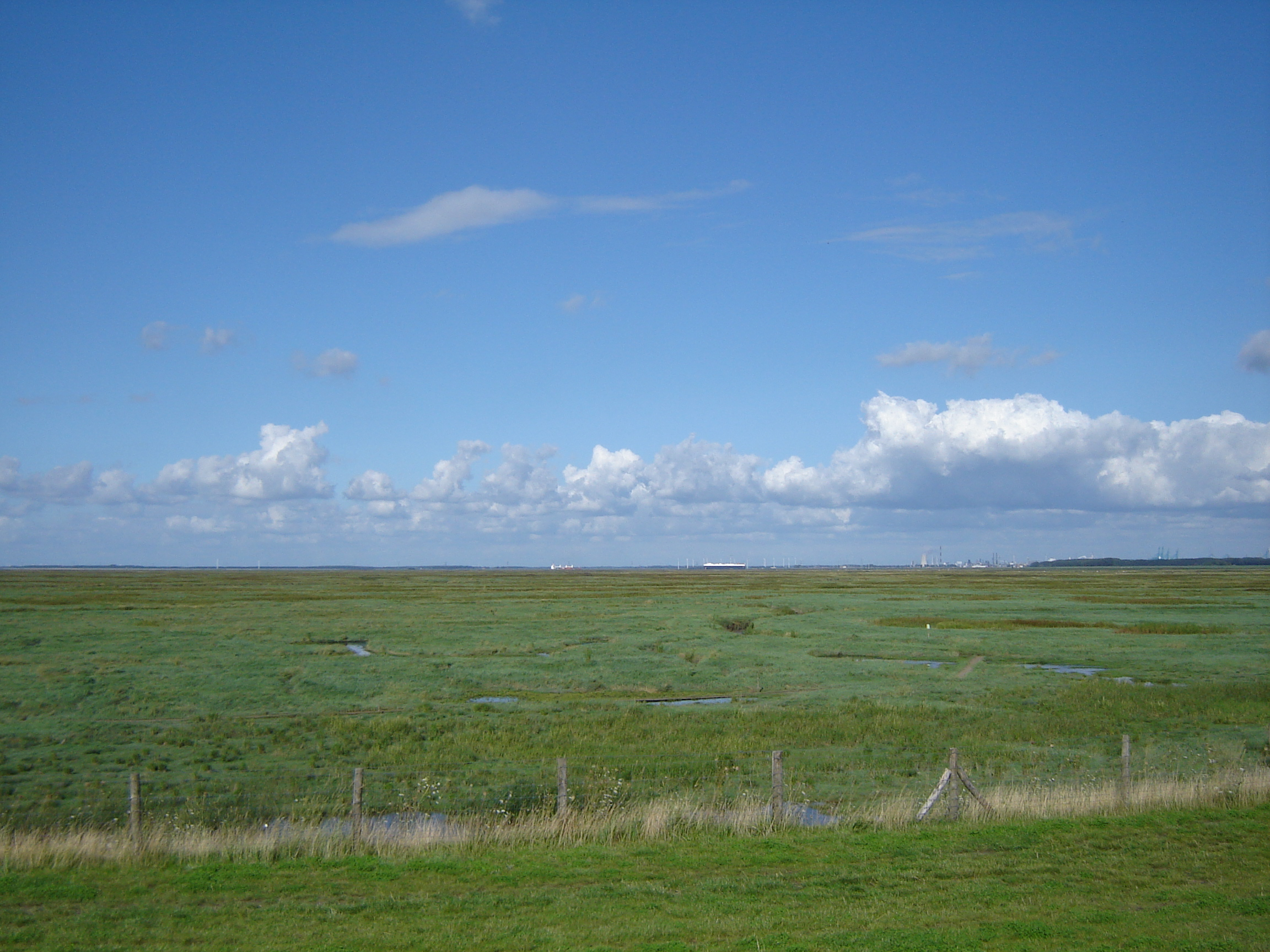
Verdronken land van Saeftinghe

Saeftinghe was tot 1584 een plaats en tot 1570 een heerlijkheid in oostelijk Zeeuws-Vlaanderen in Nederland, gelegen nabij Nieuw-Namen. Tegenwoordig ligt op die plek een schorrengebied dat bekendstaat als het Verdronken Land van Saeftinghe dat ontstond bij de Allerheiligenvloed van 1570.
De oudste vermelding van de naam Saeftinghe dateert van 821 (toen Chavetinghe) en betrof een bezit van koning Lodewijk de Vrome. Saeftinghe werd in de 13e eeuw ingepolderd onder beheer van de abdij Ter Doest. Een van de bekendste bewoners van die abdij was Willem van Saeftinghe.
Rond 1350 was de polder op zijn grootst qua oppervlakte en welvaart. Landbouw en moernering, de winning van zeezout, brachten welvaart en werk met zich mee.
Eind 13e, begin 14e eeuw werd Saeftinghe voor enkele tientallen jaren bezit van de graaf van Vlaanderen. Omdat Saeftinghe op een strategisch punt lag (splitsing van Schelde en Honte) en om zijn macht tentoon te spreiden bouwde de graaf niet ver van de woonkern een kasteel, het Saeftingher Slot.